# Игуменица
 Тази статия е за града в Гърция.  За административната единица вижте Игуменица (дем).  
Игуменѝца (на гръцки: Ηγουμενίτσα; на албански: Gumenica) е крайбрежен град и пристанище в северозападна Гърция. Градът е център на дем Игуменица в административната област Епир. В района на града свършва магистрала Егнатия Одос, която обслужва Северна Гърция. Чрез нея той е свързан с Янина, а по-нататък - със Солун и Дедеагач. 

## География
Град Игуменица е заобиколен от планинската верига Мицикели, а крайбрежието напомня на норвежките фиорди. Това е малък живописен град, околността е обрасла с гори, а плажовете са с кристално чиста вода и слънчеви през голяма част от денонощието. Водата е подходяща за къпане от май до ноември.
Климатът в района на града е мек и влажен, температурата може да варира приблизително в амплитуда 9 - 43 °С. Средната годишна сума на валежите е 1100 мм, като най-студеният месец е февруари със средна температура 9 °С, най-горещият е юли с 28 °С. През 2005 г. броят на дните с валежи в Игуменица е бил 65, а през цялото лято са били отбелязани само 10 дъждовни дни и средно слънцето е било подходящо за плаж по 10 часа.

## История
По тези места съществува рибарско селище от древни времена.
През периода на отоманското владичество е бил малко селище под името Грава. Освободен е от него през 1913 г.
От 1938 г. нататък градът е център на нома Теспротия под новото име Игуменица. Модерният град Игуменица е сравнително нов град, нараснал над два пъти и преустроен с нови сгради след Втората световна война. Новото пристанище на града по обем на обработваните товари е на трето място сред гръцките пристанища. Развиват се и търговията и туризмът в града, благодарение на близостта му до Италия.